# 카르파티아 국립자연공원

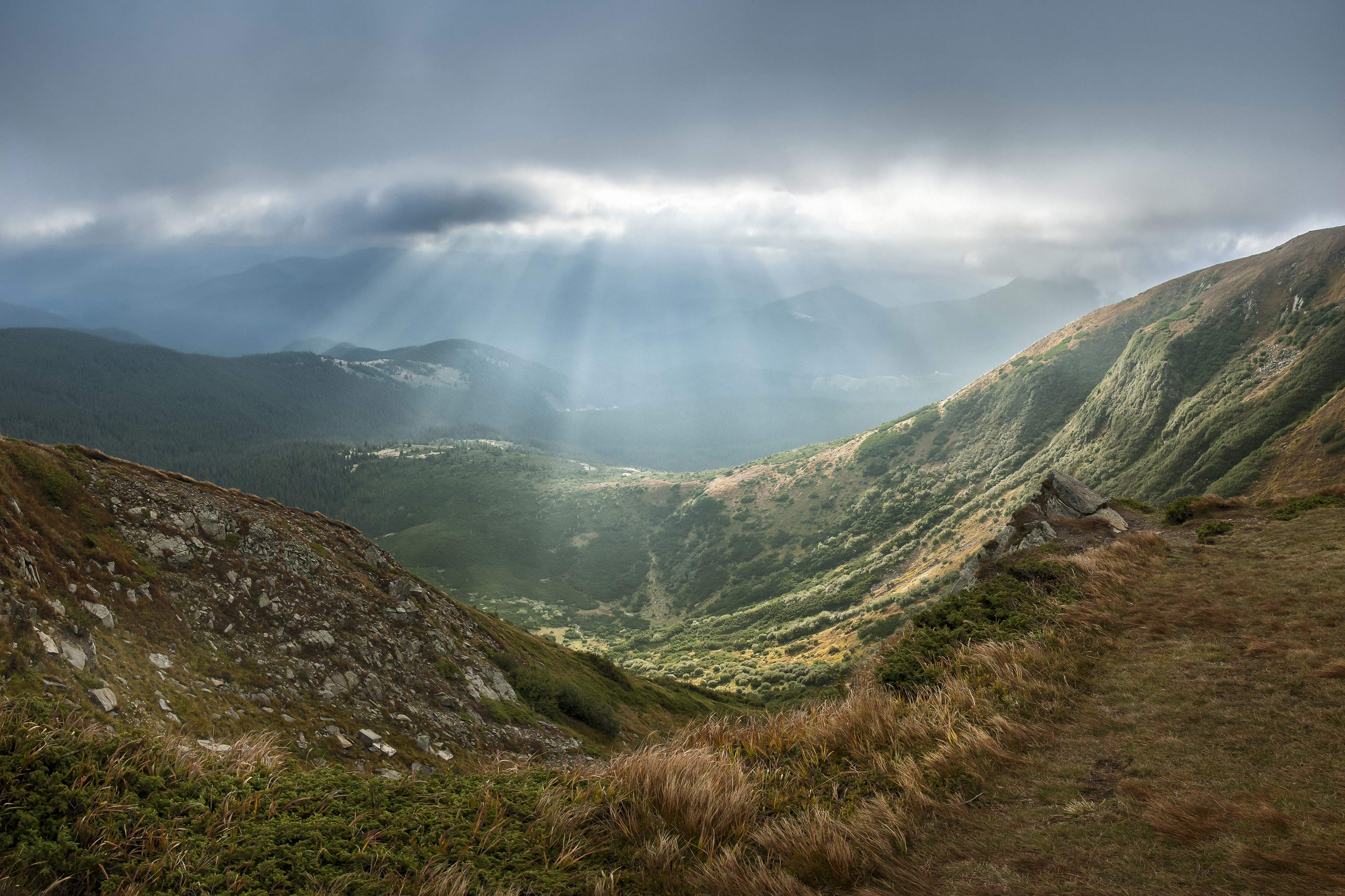
카르파티아 국립자연공원에서 본 호베를라산

카르파티아 국립자연공원(우크라이나어: Карпатський національний природний парк)은 우크라이나 이바노프란키우스크주에 위치한 국립공원으로 면적은 515.7km2이다.
1980년 6월 3일에 카르파티아산맥의 보호를 위한 차원에서 설립되었으며 야렘체에 관리 사무소를 두고 있다. 우크라이나 최초의 국립공원이자 우크라이나에서 가장 큰 국립공원 가운데 하나로서 국제 자연 보전 연맹(IUCN)에서 분류한 국립공원(분류 II) 가운데 하나이기도 하다.
이바노프란키우스크 주 남서부에 위치한 나드비르나 구(Nadvirna Raion), 베르호비나 구(Verkhovyna Raion)에 걸쳐 있으며 자카르파탸주와 경계를 접한다. 국립공원 주변에 위치한 3,834km2 구역 내에서는 모든 경제 활동이 제한되어 있다. 우크라이나령 카르파티아산맥에서 고도가 높은 지점에 위치하고 있고 동쪽 경사면에는 프루트강, 흑체레모슈강의 유역이 위치한다. 우크라이나에서 가장 높은 산인 호베를라산(Hoverla, 높이 2,061m)은 국립공원의 끝 부분에 위치하며 국립공원에서 해발 고도가 낮은 곳은 해발 500m 지점이다.
1921년 우크라이나령 카르파티아산맥에서 해발 고도가 높은 지역 가운데 4.47km2가 자연보호구역으로 지정되었다. 1968년에는 카르파티아 생물권 보전 지역으로 편입됐다. 1980년 소련 우크라이나 소비에트 사회주의 공화국 각료 회의를 통해 카르파티아 국립자연공원이 설치되었다. 여기에는 카르파티아 생물권 보전 지역 가운데 절반이 포함되었다. 이 국립공원은 우크라이나 환경천연자원부 소속으로 독립 운영되고 있다.
국립공원 안에는 고산 초지와 숲이 분포하고 있는데 그 중에서 전나무, 너도밤나무, 가문비나무 3종류가 널리 분포하고 있다. 국립공원 안에는 우크라이나령 카르파티아산맥에서 가장 높은 단일 폭포인 후크 폭포(Huk, 높이 84m)가 있다. 또한 2개의 빙하호가 이 곳에 존재한다.
카르파티아 국립자연공원은 역사적으로 후출인(Hutsul)이 거주했던 곳이며 역사적인 목조 건축물을 비롯한 여러 역사적인 기념물, 건축물이 이 공원에 존재한다. 이들 지역은 관광지로 널리 알려져 있으며 2012년 기준으로 48개의 산책길이 존재한다.